# Ягодина
Ягодина (серб. Јагодина/Jagodinaⓘ МФА: [jâɡodina]) — місто у Сербії, в однойменній общині Поморавского округу регіону Шумадія. 

## Географія
Місто розташоване на річці Белиця, лівій притоці річки Морава. 

## Клімат
| Кліматограма Ягодина | Кліматограма Ягодина | Кліматограма Ягодина | Кліматограма Ягодина | Кліматограма Ягодина | Кліматограма Ягодина | Кліматограма Ягодина | Кліматограма Ягодина | Кліматограма Ягодина | Кліматограма Ягодина | Кліматограма Ягодина | Кліматограма Ягодина |
| --- | -------------------- | -------------------- | -------------------- | -------------------- | -------------------- | -------------------- | -------------------- | -------------------- | -------------------- | -------------------- | -------------------- |
| С | Л                    | Б                    | К                    | Т                    | Ч                    | Л                    | С                    | В                    | Ж                    | Л                    | Г                    |
| 55 4 −3 | 51 7 −2              | 59 12 2              | 68 18 7              | 77 22 12             | 73 26 16             | 61 28 18             | 48 29 18             | 54 23 13             | 50 17 8              | 51 12 4              | 60 5 −1              |
| Середня макс. і мін. температури повітря (°C) Атмосферні опади (мм), за рік : 707 мм. Джерело: «Climate-Data.org» (англ.) |                      |                      |                      |                      |                      |                      |                      |                      |                      |                      |                      |

## Історія
Вперше згадується в 1399 році під назвою «Ягодина», що перекладається з сербської як «полуничне місто». Під час визвольних змагань сербів проти Османської імперії під Ягодиною сталося кілька битв. З відновленням Королівства Сербія Ягодина зазнала період розвитку. Після Другої світової війни зростання економіки Ягодини в складі комуністичної Югославії припало на промислове виробництво. З 1946 по 1992 рік місто іменувалося «Светозарево» на честь сербського соціаліста Светозара Марковича
У 2006 році в місті було відкрито зоопарк, що є третім за величиною в Сербії (після Бєлградського зоопарку і зоологічного саду в Паличі). У південно-східній частині міста розташований стадіон футбольного клубу Ягодина на 15 тис. місць. У місті є два храми — Успіння пресвятої Богородиці і церква Святих Петра і Павла.
Через Ягодину проходять автомобільне шосе E75 та залізниця на Белград.
Є кладовище солдатів і офіцерів Червоної Армії, які загинули в 1944 році. Меморіальний комплекс було збудовано в 1962 році, має площу 3 акри. Поховані 1 170 солдатів і офіцерів Червоної Армії, які загинули при звільненні десятків міст і поселень окупованої Сербії.

## Відомі уродженці
- Ігор Іванович — сербський футболіст.
- Якович Міліца (1887—1952) — сербська письменниця, драматургиня та журналістка.
- Стефана Велькович — сербська волейболістка, срібна призерка Олімпійських ігор 2016 року.

## Спорт
У місті знаходяться два спортивні клуби з назвою «Ягодина», баскетбольний та футбольний .

## Міста-побратими
- Chrysoupolid, Греція
- Верона, Італія
- Делчево, Північна Македонія
- Козарська Дубиця, Боснія і Герцеговина
- Коринф, Греція

## Світлини

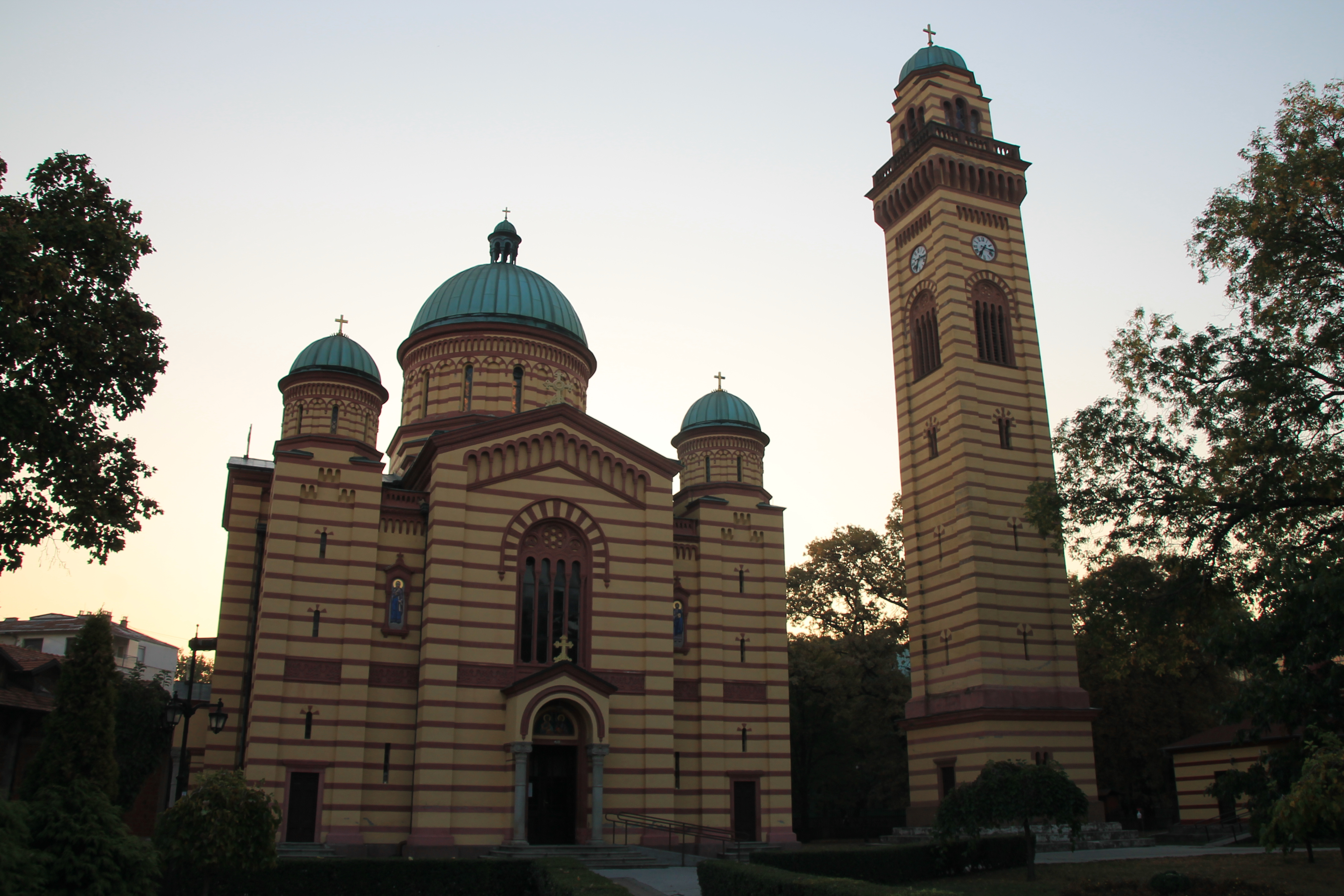
Церква Святих Петра і Павла
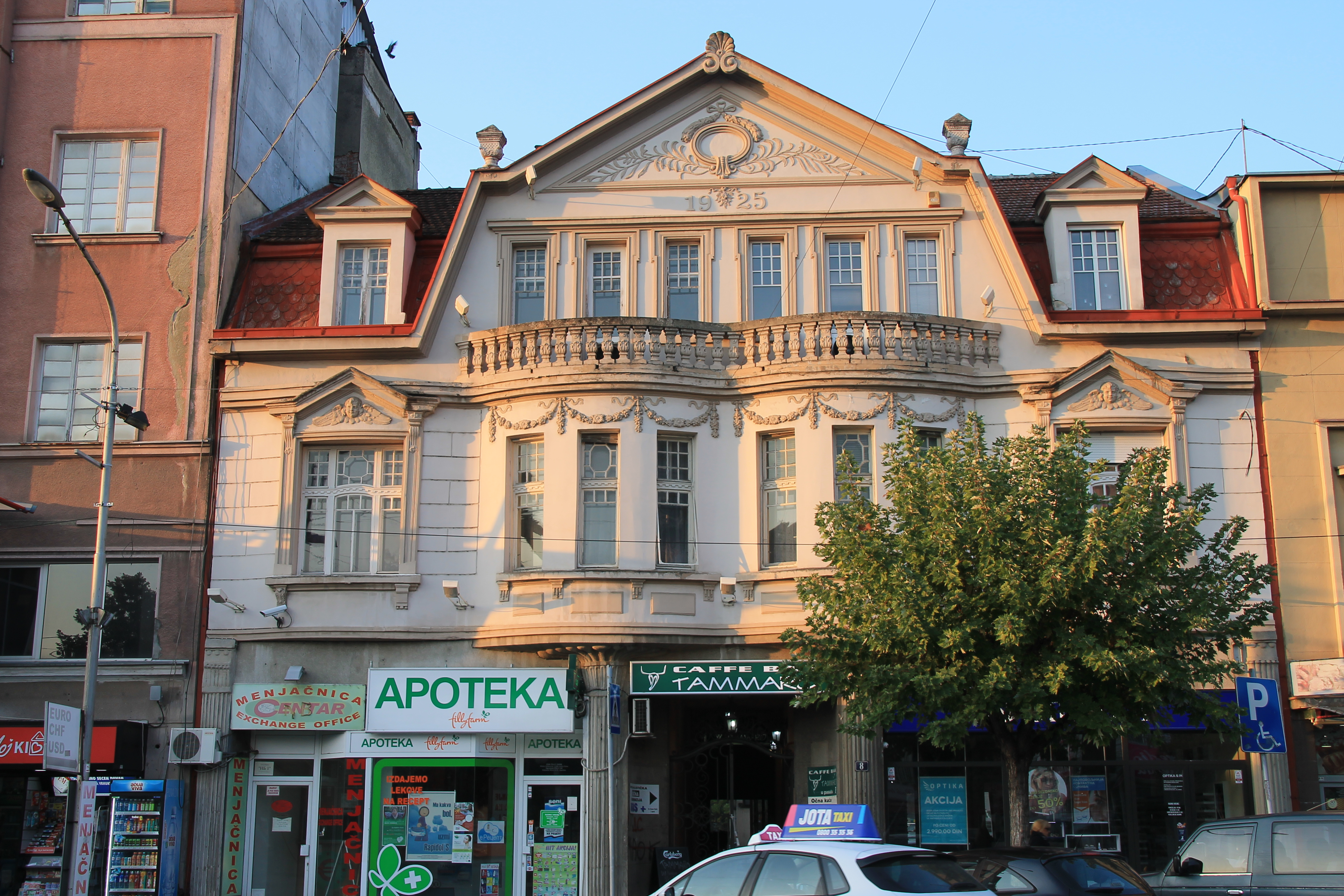
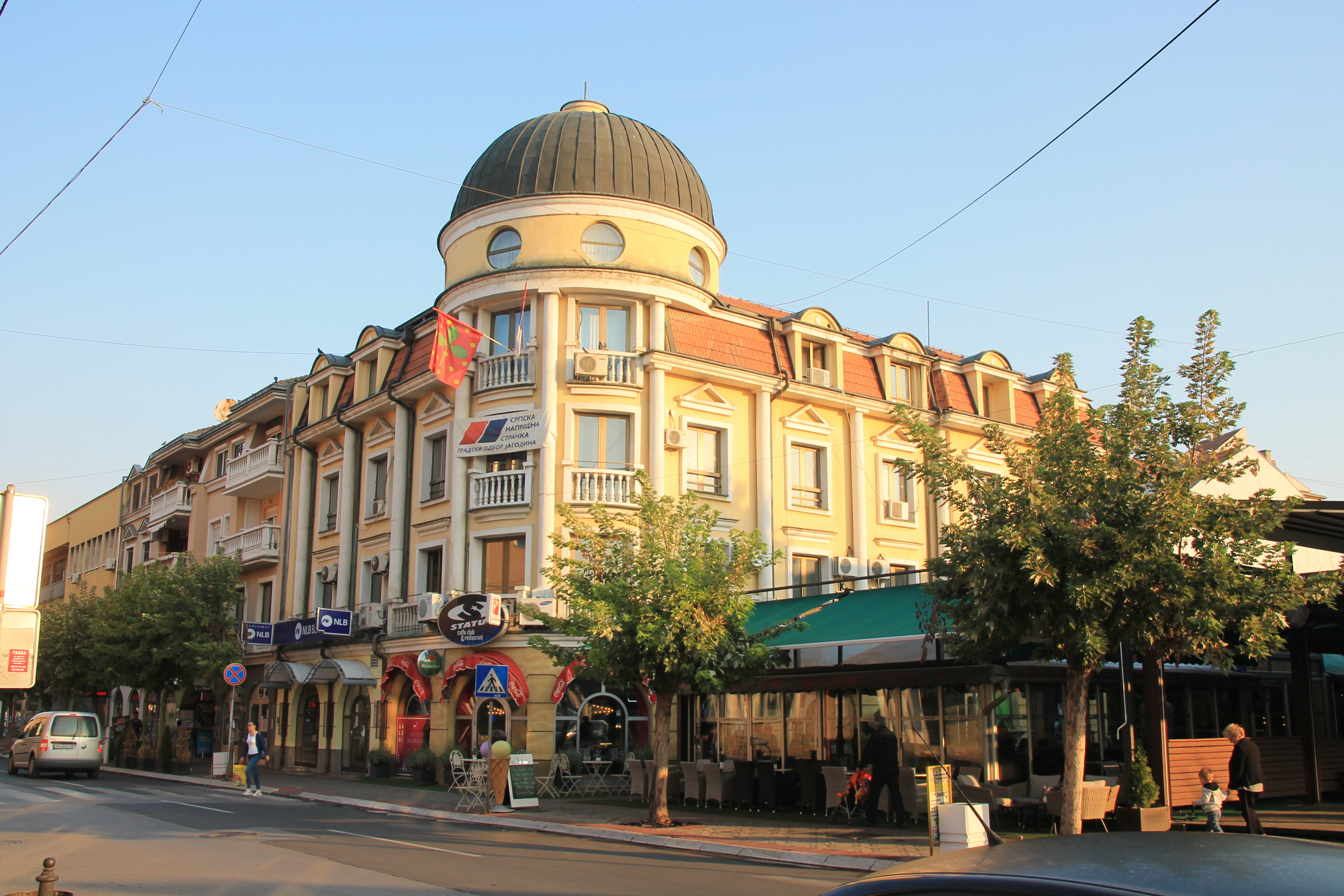
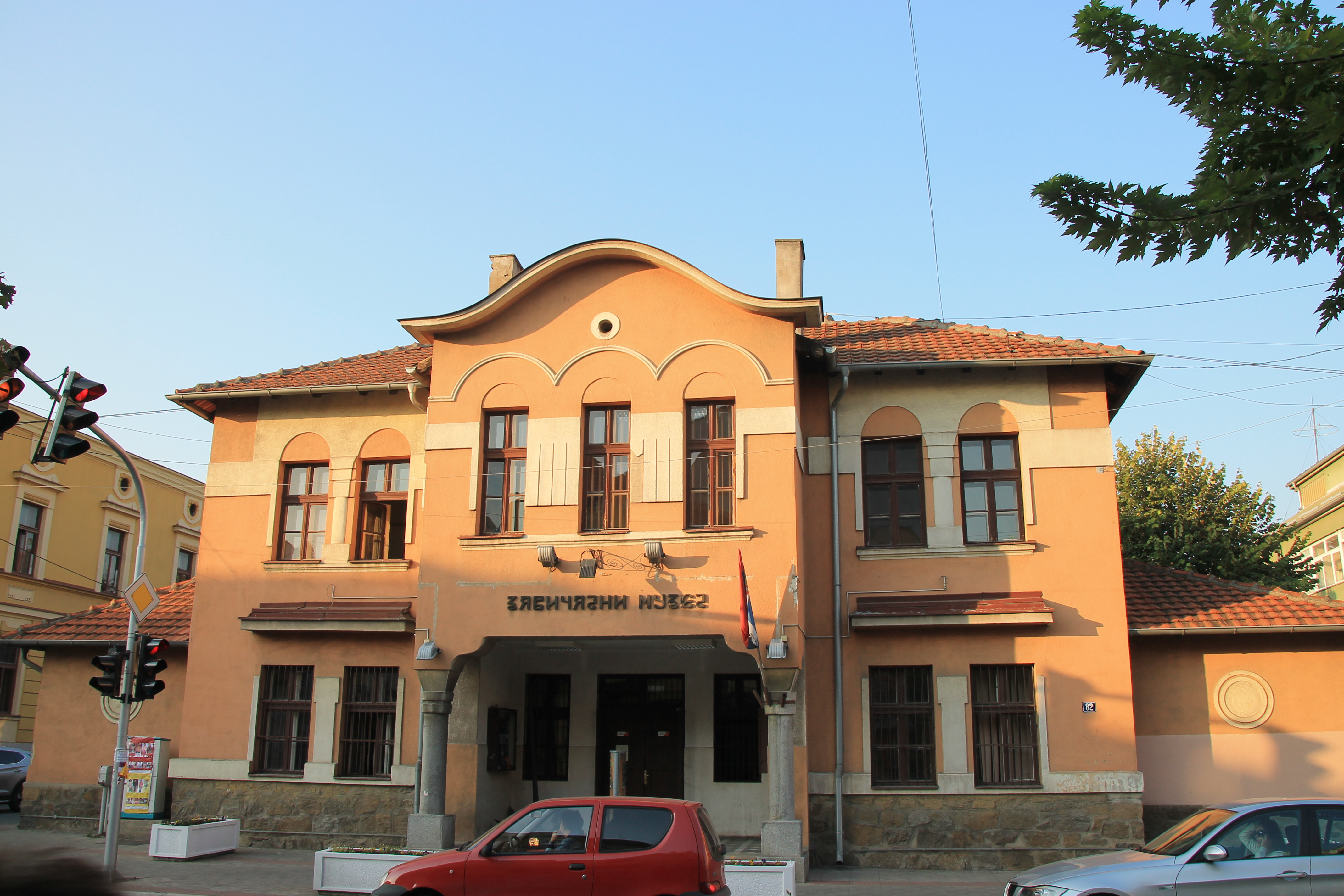
Народний музей
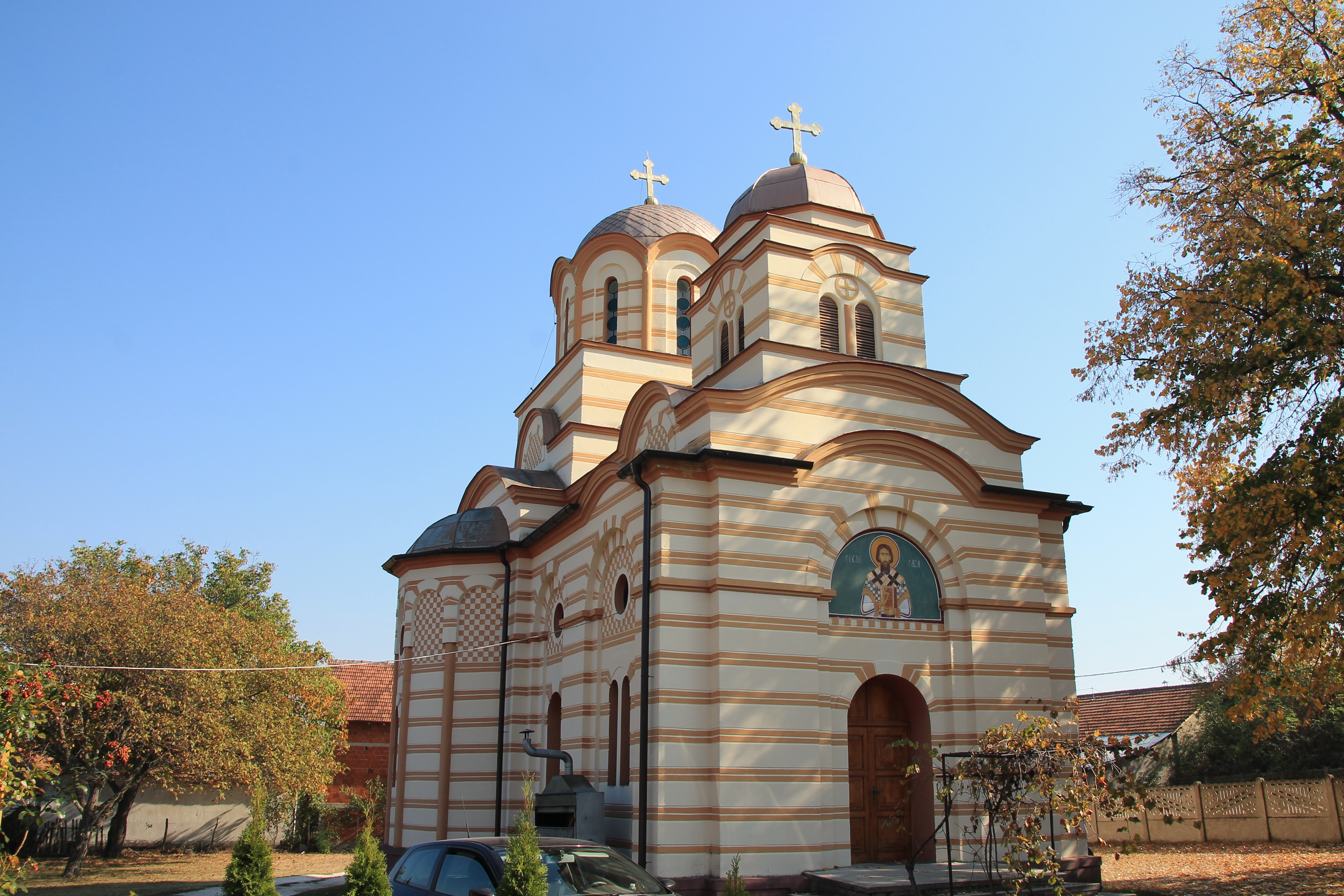
Церква Святого Сави
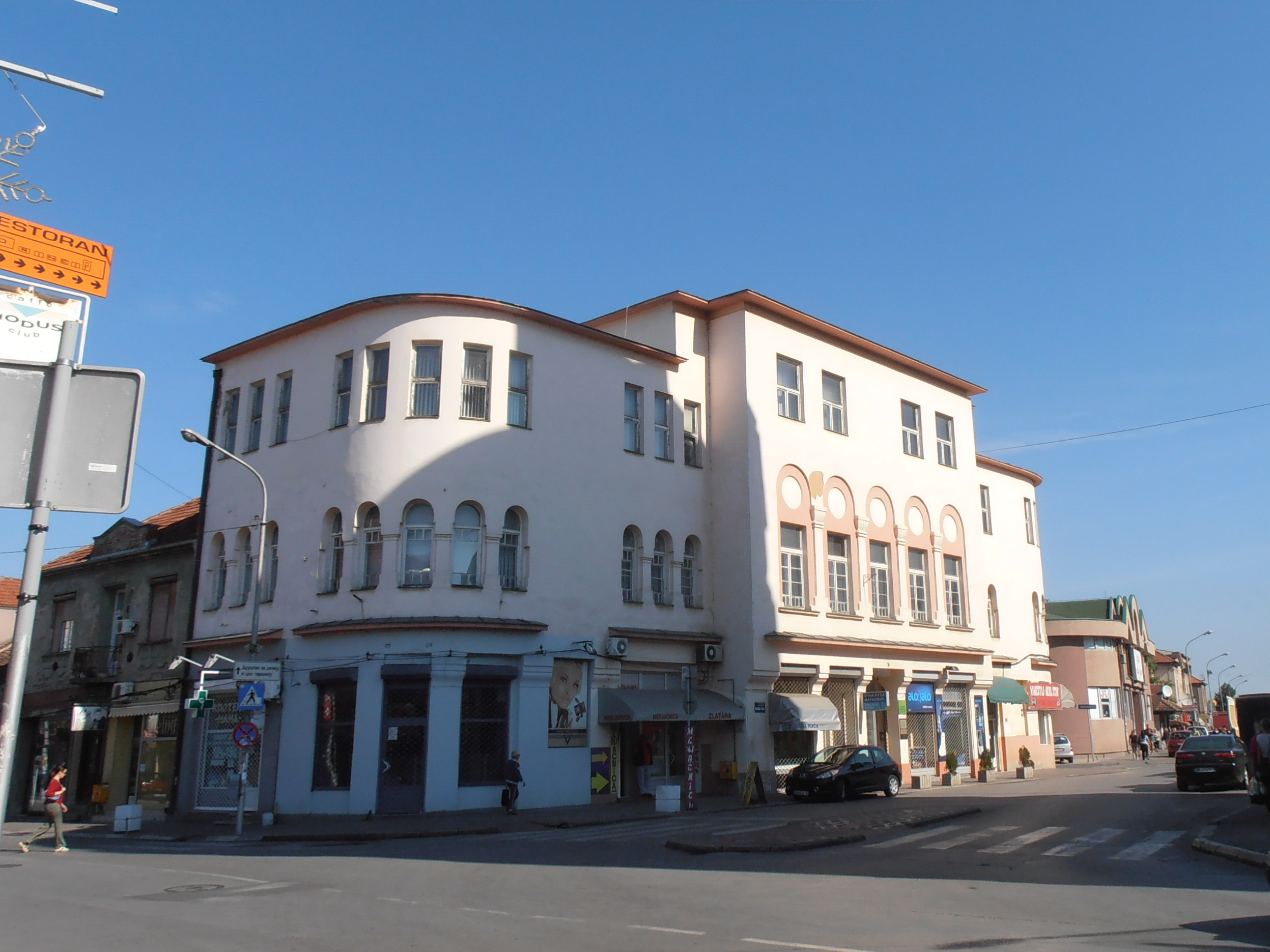
Університет
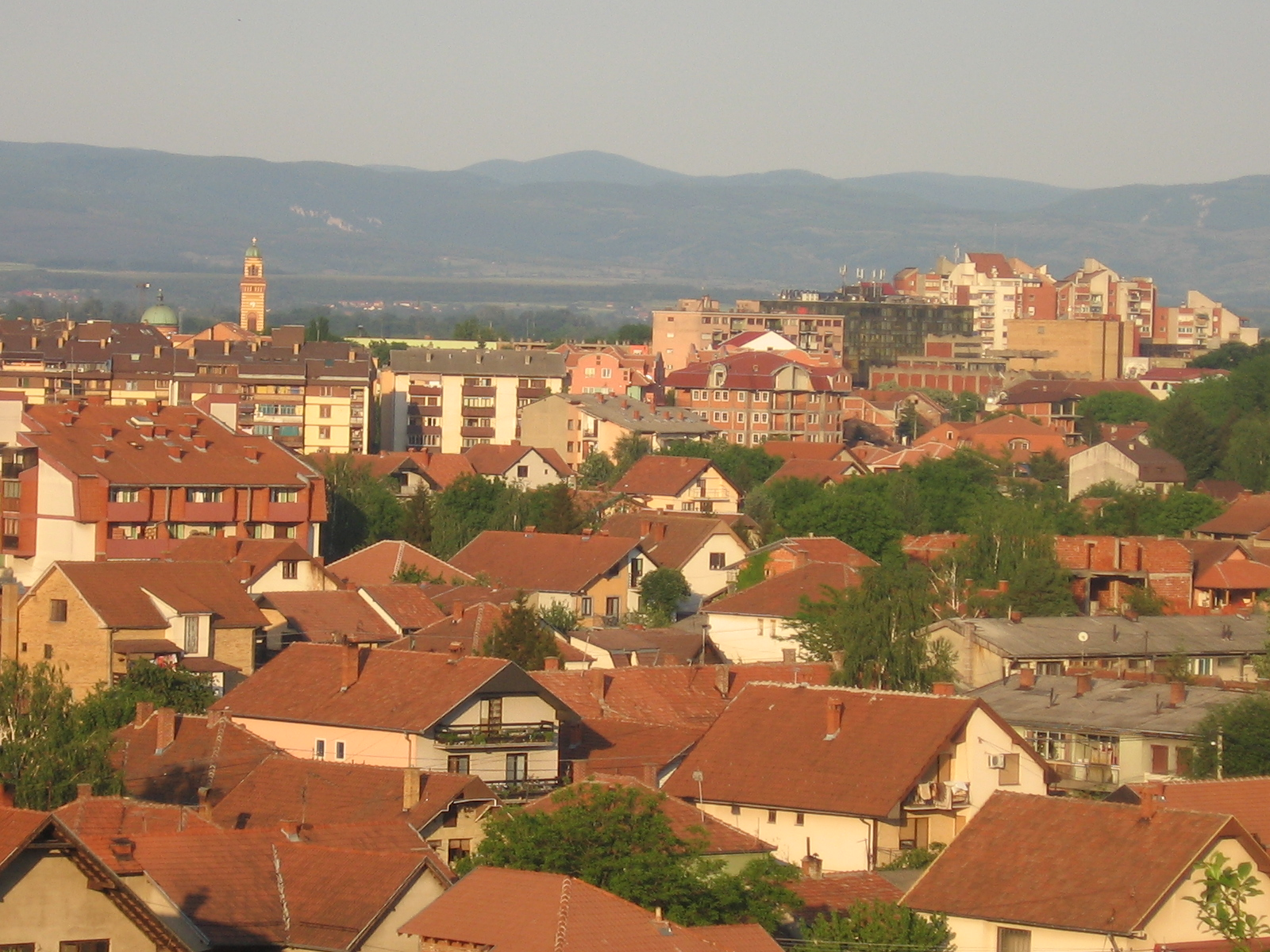